# Rheinsberg
Rheinsberg (pronunciación en alemán: /ˈʁaɪ̯nsˌbɛʁk/ⓘ) es una ciudad y municipio en el distrito de Prignitz Oriental-Ruppin, en Brandeburgo, Alemania. Esta a 20 km al noroeste de Neuruppin y a 75 km al noroeste de Berlín.

## Demografía
- Desarrollo de la población en los actuales límites (Línea azul: Habitantes -- Línea de puntos: Comparación con el desarrollo de Brandenburgo; Fondo gris: Período del gobierno nazi -- Fondo Rojo: Época communista)
- Tendencias actuales (línea azul) y previsiones de la población